# Роберт Дорнбос

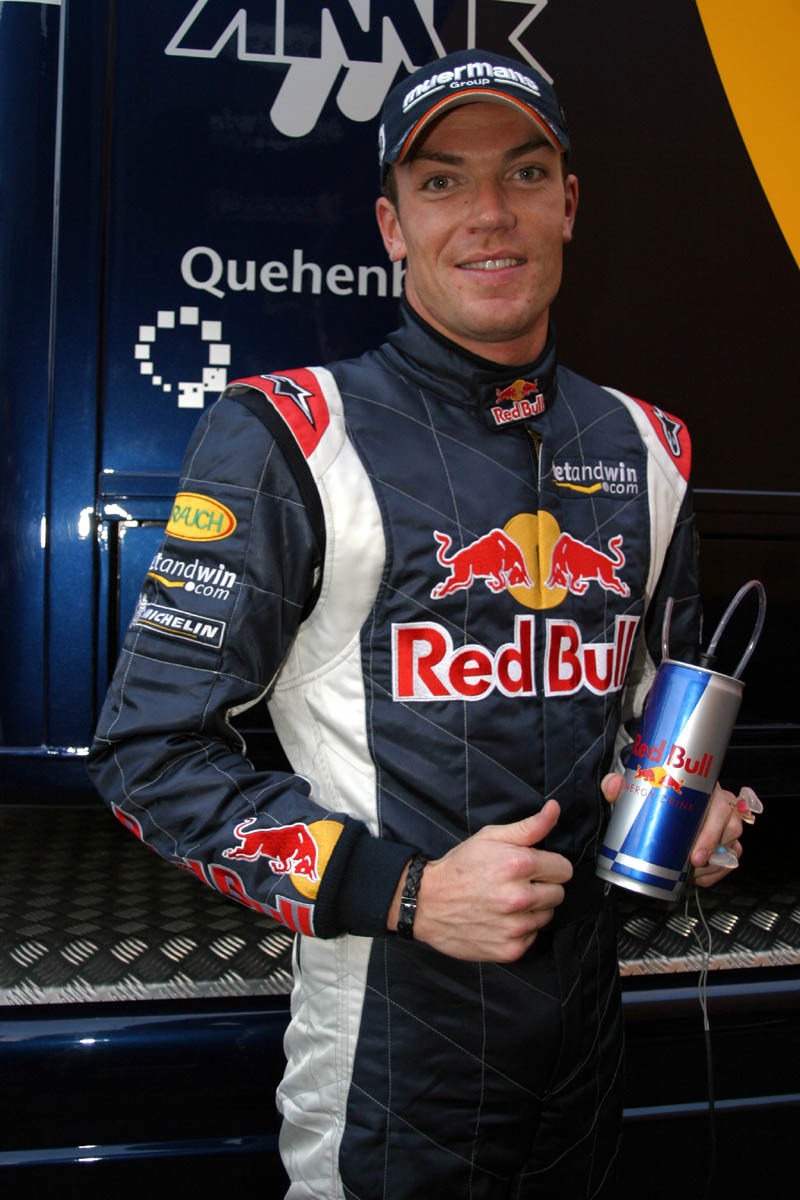
Роберт Дорнбос

Роберт Майкл Дорнбос (нід. Robert Michael Doornbos; нар. 23 вересня 1981) — колишній нідерландський автогонщик, який також виступав під монегаскською ліцензією. Був тест-пілотом і третім пілотом команд Jordan та Red Bull Racing у Формулі-1, а також виступав за Minardi та Red Bull Racing у 2005 і 2006 роках. У 2009 році Дорнбос виступав у IndyCar Series.

## Кар'єра

### Формула-3
У 2001 році Дорнбос виступав у британському чемпіонаті Формули-3 у складі команди FGR Racing. Він завершив сезон на п'ятому місці в загальному заліку, здобувши дві поул-позиції, дві перемоги та дев'ять подіумів. Привернув увагу після другого місця під час Гран-прі Великої Британії в Формулі-3. Після цього він перейшов до німецької Формули-3, виступаючи за Team Ghinzani. У цьому чемпіонаті він чотири рази піднімався на подіум, але не здобув жодної перемоги. Того ж року він фінішував шостим у Гран-прі Макао. Продовжуючи співпрацю з командою у 2003 році, Дорнбос змагався в Європейській Формулі-3, сім разів фінішувавши на подіумі. Він також виборов поул-позицію на Спа-Франкоршам і посів друге місце в Кореї.

### Формула-1
Перед Гран-прі Китаю 2004 року оголосили, що Дорнбос стане офіційним тест-пілотом у команді Jordan у Формулі-1, замінивши Тімо Глока, якого підвищили до основного складу замість Джорджо Пантано. Дорнбос справив хороше враження як тест-пілот у заключних гонках сезону та був знову призначений на цю роль у команді, яка змінила власника, на сезон 2005 року. Дорнбос виконував обов'язки тест-пілота у п'ятничних сесіях майже на всіх перших 11 етапах сезону, за винятком Гран-прі Європи, де його замінив тест-пілот Renault F1 Франк Монтаньї, і Гран-прі Канади, де команда Jordan була дискваліфікована від використання третього боліда через перевищення ліміту шин у попередній гонці.
19 липня Дорнбос був призначений основним пілотом команди Minardi, починаючи з Гран-прі Німеччини 2005 року, замінивши Патріка Фрізахера. У своїй дебютній гонці у Формулі-1 він зіткнувся з Жаком Вільньовом. Загалом Дорнбос взяв участь у восьми етапах Формули-1 у складі Minardi, а його найкращим результатом стало 13-те місце на Гран-прі Туреччини та Гран-прі Бельгії. Він виступав під монегаскською ліцензією. Фактично він став останнім пілотом Minardi у Формулі-1, оскільки команда була викуплена Red Bull перед Гран-прі Бельгії. У заключній гонці сезону Дорнбос зійшов на останньому колі, а його напарник Альберс вибув за кілька кіл до фінішу.
Після того, як команда Minardi припинила існування у своєму попередньому вигляді наприкінці 2005 року і була перейменована на Scuderia Toro Rosso, Дорнбос не зміг знайти місце основного пілота на сезон 2006 року. Однак його колишній керівник у Формулі-3000, Крістіан Горнер, призначений спортивним директором Red Bull Racing і запросив його на роль тестового та резервного пілота. На Гран-прі Угорщини 2006 року Дорнбос став учасником спірного епізоду з Фернандо Алонсо, що призвело до штрафу для іспанця у вигляді додаткових двох секунд до кваліфікаційного часу.
Після Гран-прі Італії команда Red Bull Racing оголосила, що Крістіан Клін залишає команду, і Дорнбос був підвищений до основного пілота на останні три гонки сезону. Вже на першому етапі в Китаї він кваліфікувався у топ-10, але через контакт із Робертом Кубіцею в першому повороті відкотився на 12-те місце.
Згодом він підписав контракт із Red Bull як один із тест-пілотів на сезон 2007 року.
Як пілот Формули-1, Роберт Дорнбос брав участь у демонстраційних заїздах як на гоночних трасах під час інших автоспортивних подій, так і на громадських дорогах. У Нідерландах він двічі керував болідом Формули-1 на громадських дорогах. У 2005 році він був одним з учасників події Monaco aan de Maas у Роттердамі. 15 серпня 2006 року Дорнбос став відомим завдяки благодійному заходу на підтримку дітей із фонду Stichting Geluk en Vrijheid («Фонд Щастя і Свободи»). Під час цієї акції він розігнав свій болід Red Bull Racing до 326 км/год (204 миль/год) на автомагістралі A7 на дамбі Афслютдейк у Нідерландах.